# Phylloptera simpla
Phylloptera simpla är en insektsart som beskrevs av Piza Jr. 1961. Phylloptera simpla ingår i släktet Phylloptera och familjen vårtbitare. Inga underarter finns listade i Catalogue of Life.